# 이재은 (1980년)
이재은(李在銀, 1980년 2월 8일 ~ )은 대한민국의 배우이자 가수이다.

## 학력
- 서울국악예술고등학교 한국음악학과 졸업
- 동덕여자대학교 방송연예학과 학사
- 중앙대학교 전통예술학부 연희예술전공 학사
- 우석대학교 대학원 교육 및 문화콘텐츠개발학과 석사

## 이력
- 1984년 예쁜 어린이 선발대회 3위 입상

## 연기 활동

### 텔레비전 드라마
- 1985년 KBS1 특집드라마 《적도전선》 ... 고아 소녀 역
- 1987년 KBS1 대하드라마 《토지》 ... 어린 최서희 역 (최수지 아역)
- 1988년 KBS2 대하드라마 《하늘아 하늘아》 ... 혜경궁 홍씨 역 (하희라 아역)
- 1988년 KBS2 미니시리즈  《그 해 겨울은 따뜻했네》.. 수진이 역 (나영희 아역)
- 1989년 KBS1 일일연속극 《세노야》
- 1989년 KBS1 일일연속극 《회전목마》
- 1990년 KBS2 8.15특집 《왕조의 세월》 ... 민갑완 역 (이덕희 아역)
- 1990년 MBC 대하드라마 《대원군》 ... 흥친왕의 어린 계실부인 여주 이씨 역
- 1993년 KBS2 대하드라마 《일월》 ... 어린 순영 역 (이아로 아역)
- 1994년 KBS1 특집드라마 《겨울 도화리》
- 1994년 KBS2 대하드라마 《한명회》 ... 한명회의 첫째 딸 한방울 역
- 1995년 KBS1 청소년드라마 《신세대 보고 - 어른들은 몰라요 - 스타신드롬 오빠가 좋아요》 ... 수진 역
- 1995년 MBC 창사특집드라마 《찬품단자》 ... 어린 박월남 역 (이영애 아역)
- 1995년 MBC 특별기획드라마 《전쟁과 사랑》 ... 정님이 역
- 1996년 KBS1 대하드라마 《용의 눈물》 ... 폐세자빈 유씨 역
- 1996년 KBS2 대하드라마 《조광조》 ... 희빈 홍씨 역
- 1997년 SBS 일일시트콤 《OK목장》 ... 막내딸 역
- 1998년 KBS2 납량특집드라마 《전설의 고향》〈손각시〉 ... 손각시 역
- 1998년 KBS2 미니시리즈 《천사의 키스》 ... 거울 악마 이소미 역
- 1999년 KBS2 《전설의 고향 - 진사골의 한》 ... 분녀 역
- 1999년 KBS2 미니시리즈 《학교》 ... 김승희 역
- 2000년 KBS2 미니시리즈 《나는 그녀가 좋다》 ... 최승미 역
- 2000년 MBC 청춘시트콤 《뉴 논스톱》 ... 이재은 역
- 2001년 KBS2 대하드라마 《명성황후》 ... 장 상궁(귀인 장씨) 역
- 2002년 MBC 일일연속극 《인어 아가씨》 ... 마마린 역
- 2003년 KBS2 일일연속극 《헬로! 발바리》 ... 길자 역
- 2004년 EBS 문화사시리즈 《명동백작》 ... 전혜린 역
- 2004년 MBC 일요아침드라마 《물꽃마을 사람들》 ... 차은수 역
- 2004년 SBS 대하드라마 《토지》 ... 봉순/기화 역
- 2005년 EBS 문화사시리즈 《지금도 마로니에는》 ... 전혜린 역
- 2005년 KBS1 단막극 《HD TV문학관 - 서러워라, 잊혀진다는 것은》 ... 장희빈 역
- 2006년 SBS 대하드라마 《연개소문》 ... 수나라 오빈 역
- 2007년 MBC 주말연속극 《문희》 ... 하문현 역
- 2008년 SBS 금요드라마 《비천무》 ... 목소리 출연
- 2009년 MBC 일일연속극 《살맛 납니다》 ... 엄희숙 역
- 2010년 MBC 드라마넷 《별순검 시즌 3》 ... 한소희 역
- 2011년 JTBC 대하드라마 《인수대비》 ... 한명회의 처 민씨 역
- 2011년 ~ 2012년 OCN 금요드라마 《특수사건 전담반 TEN》 - 정의석의 부인 역 (우정출연)
- 2016년 SBS 아침연속극 《내 사위의 여자》 ... 오영심 역
- 2017년 MBC 주말드라마 《당신은 너무합니다》 ... 연봉선 역
- 2024년 KBS2 수목드라마 《페이스 미》 … 신정숙 역

### 영화
- 1986년 : 《우뢰매》
- 1987년 : 《유정》
- 1988년 : 《제2의 성》
- 1989년 : 《삼토스와 댕기돌이》
- 1990년 : 《영심이》, 《로보트 태권V》, 《꼬마대부》
- 1992년 : 《애사당 홍도》, 《돌아오라 개구리소년》
- 1993년 : 《불청객》
- 1995년 : 《빛은 내 가슴에》
- 1999년 : 《노랑머리》, 《세기말》
- 2000년 : 《자카르타》 ... 은아 역
- 2003년 : 《오구》, 《내츄럴 시티》
- 2004년 : 《DMZ, 비무장지대》
- 2005년 : 《무등산 타잔, 박흥숙》 ... 수련 역

### 공연
- 1997년 여성국극 《아리수 별곡》
- 1998년 창극 《남촌별곡》
- 1999년 뮤지컬 《황구도》
- 2003년 마당극 《어을우동》
- 2008년~2009년 마당극 《학생부군신위》
- 2008년 뮤지컬 《줌데렐라》
- 2013년 모노드라마 《첼로의 여자》
- 2013년 연극 《선녀씨 이야기》

## 연기 외 활동

### 텔레비전 프로그램
- 1995년 두산수퍼네트워크 《케이블스쿨 중1 영어》 ... MC
- 2014년 Jtbc 《집밥의 여왕》[1]
- 2015년 MBC 《미스터리 음악쇼 복면가왕》 ... 메뚜기도 한 철, 세상 혼자 사는 앙귀비(생방)
- 2019년~ 유튜브 개인 방송 찐TV를 개설하여 활동하고 있다.

### 광고
- 1985년 삼양식품 삼양 대관령 고원우유, 요거트
- 1987년 계몽사 어린이명작극장 (feat 최원영)
- 1987년 빙그레 투게더 (feat 장서희)
- 1987년 공익광고협의회 약속과 신뢰 공익광고
- 1988년 영실업 바비 인형 시리즈
- 1988년 기린 본젤라또 (feat 이혜근)
- 1990년 대림 선(鮮)어묵 (feat 김민자, 김혜수)
- 1990년 대원 보일러
- 1991년 LG생활건강 럭키스타치약 (feat 이정길)
- 1991년 애경산업 그린 트리오 (feat 양미경)
- 1993년 고려당 - 빵의 문화가 시작되는 곳
- 1996년 농심 쌀과자 깨금
- 1996년 농심 커피스낵 (feat 김혜수)
- 1999년 동원F&B 동원 앙코르햄
- 2001년 펨레터 - 마음껏 날리자
- 2002년 남양유업 아기랑콩이랑
- 2018년 평창동계올림픽 - 홍보대사 (feat 김연아, 나현희)

## 음악 활동
- 2001년 : 1집 《Silver 203 : 가면》
- 2005년 : 싱글 1집 `아시나요`
- 2005년 : 트로트 1집 《Trot Album 001》
- 2005년 : 디지털 싱글 `젠틀맨이다`
- 2007년 : 싱글 2집 `Lee Jea Eun Part 2`

## 수상
- 1993년 KBS 연기대상 아역연기자상 《일월》
- 1999년 제20회 청룡영화상 신인여우상 《노랑머리》
- 2000년 제37회 대종상 신인여우상 《노랑머리》
- 2010년 제18회 대한민국 문화연예대상 탤런트부문 여자우수상